# Efve Films
 (avril 2020).
Efve Films (prononcer FV, les initiales de Francis Veber) est une société de production cinématographique fondée par Francis Veber en 1976,.

## Films produits
- 1976 : Le Jouet
- 1983 : Les Compères
- 1986 : Les Fugitifs
- 1996 : Le Jaguar
- 1998 : Le Diner de cons
- 2000 : Le Placard
- 2002 : Tais-toi !
- 2006 : La Doublure
- 2008 : L'emmerdeur